# قائمة العطل الرسمية في كوريا الجنوبية

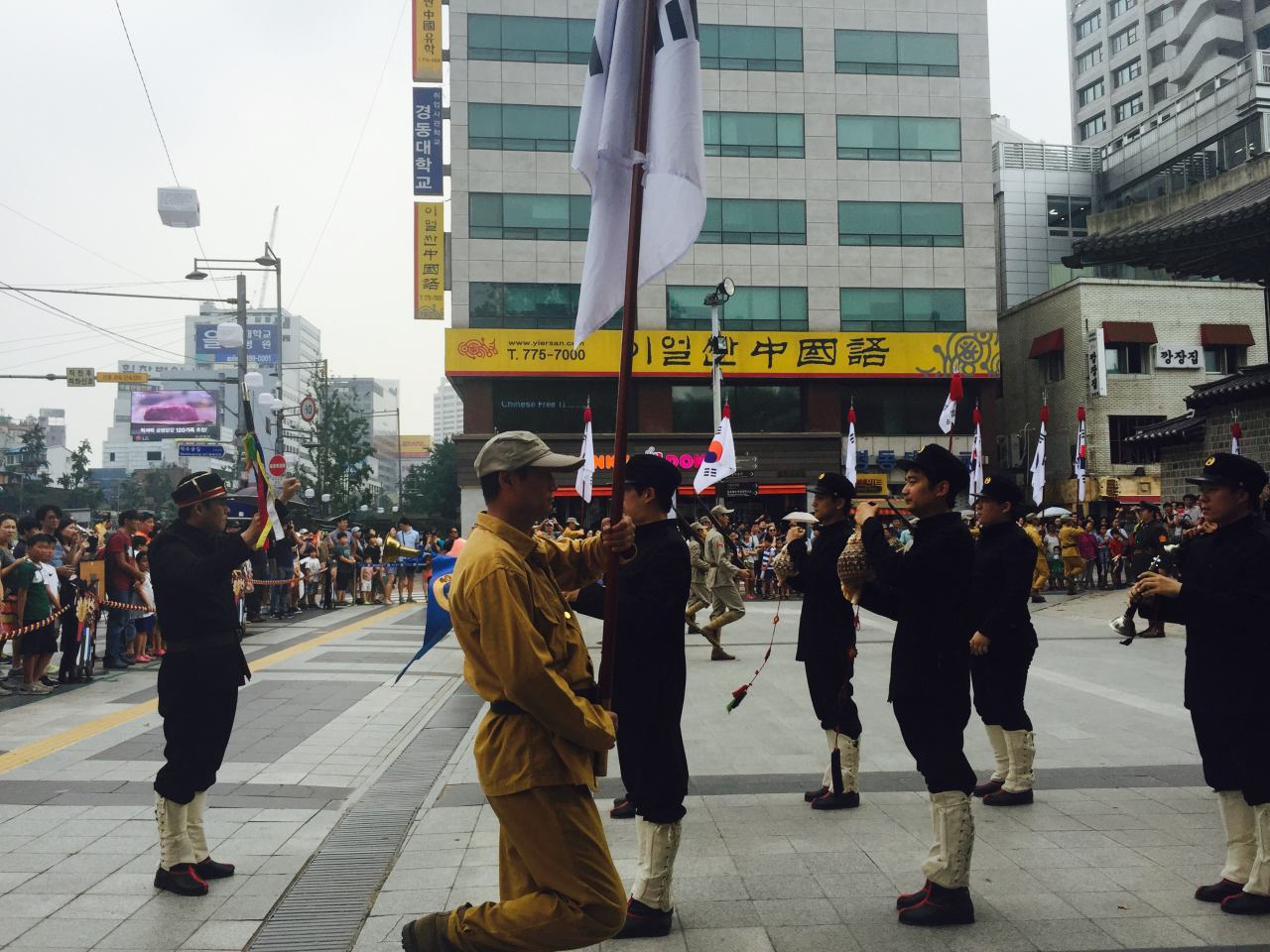
احتفال يوم التحرير

العطلات رسمية في كوريا الجنوبية تصنف إلى ثلاث أنواع هي:
- أيام احتفالات وطنية (국경일)
- أيام رفع العلم الوطني (국기게양일)
- العطلات الرسمية (공휴일)

## قائمة العطلات الرسمية
| الاسم               | الاسم بالكورية | لفظ الاسم      | التاريخ                       | يوم احتفال وطني | ترفع الاعلام | يوم عطلة     |
| ------------------- | -------------- | -------------- | ----------------------------- | --------------- | ------------ | ------------ |
| رأس السنة الميلادية | 신정           | Sinjeong       | 1 يناير/كانون الثاني          | كلا             | كلا          | نعم          |
| رأس السنة الكورية   | 설날           | Seolnal        | أول يوم من أول شهر قمري       | كلا             | كلا          | نعم (3 أيام) |
| يوم حركة الاستقلال  | 3·1절          | Samiljeol      | 1 مارس/آذار                   | نعم             | نعم          | نعم          |
| يوم الطفل           | 어린이날       | Eorininal      | 5 مايو/أيار                   | كلا             | كلا          | نعم          |
| عيد ميلاد بوذا      | 석가탄신일     | Seokgatansinil | ثامن يوم من رابع شهر قمري     | كلا             | كلا          | نعم          |
| يوم الذكرى          | 현충일         | Hyeonchung-il  | 6 يونيو/حزيران                | كلا             | تنكس الاعلام | نعم          |
| يوم التحرير         | 추석           | Chuseok        | اليوم 15 من الشهر الثامن قمري | كلا             | كلا          | نعم (3 أيام) |
| يوم التبرع الوطني   | 개천절         | Gaecheonjeol   | 3 أكتوبر/تشرين الأول          | نعم             | نعم          | نعم          |
| يوم الهانغل         | 한글날         | Hangeulnal     | 9 أكتوبر/تشرين الأول          | نعم             | نعم          | نعم          |
| عيد الميلاد         | 크리스마스     | Christmas      | 25 ديسمبر/كانون الأول         | كلا             | كلا          | نعم          |